# شهرستان گرنیت (مونتانا)
شهرستان گرنیت، مونتانا (به انگلیسی: Granite County, Montana) یک سکونتگاه مسکونی در ایالات متحده آمریکا است که در ایالت مونتانا واقع شده‌است.

## خصوصیات
شهرستان گرنیت ۴٬۴۸۸٫۴۷ کیلومترمربع مساحت دارد.